# Saint-Pierre-de-Clairac
Saint-Pierre-de-Clairac – miejscowość i gmina we Francji, w regionie Nowa Akwitania, w departamencie Lot i Garonna.
Według danych na rok 1990 gminę zamieszkiwało 635 osób, a gęstość zaludnienia wynosiła 48 osób/km² (wśród 2290 gmin Akwitanii Saint-Pierre-de-Clairac plasuje się na 619. miejscu pod względem liczby ludności, natomiast pod względem powierzchni na miejscu 866.).